# Jean-Elie Bodart
Jean Elie Joseph Ghislain Bodart (Merbes-le-Château, 11 september 1895 – Sint-Gillis, 25 december 1964) was een Belgisch volksvertegenwoordiger.

## Levensloop
Jean-Elie Bodart, kortweg Jean Bodart, groeide op in een gezin met vijf kinderen. Hij volgde lager onderwijs in zijn geboortedorp Merbes-le-Château en Erquelinnes en doorliep vervolgens klassieke humaniora aan het Institut Saint-Joseph in La Louvière. Zijn retorica volgde hij aan het Collège du Sacre-Cœur in Charleroi. Na zijn middelbare studies studeerde hij twee jaar lang filosofie en letteren aan de Facultés universitaires Notre Dame de la Paix in Namen, alvorens hij rechten ging studeren aan de Katholieke Universiteit Leuven. In 1920 promoveerde hij tot doctor in de rechten en daarna was hij tot 1950 werkzaam als advocaat, ingeschreven aan de Balie van Charleroi.
Hij engageerde zich in de katholieke jeugdbeweging ACJB en in de studiekringen van kanunnik Brohée, maar geraakte vooral vanaf 1922 betrokken bij de oprichting van de Ligue Nationale des Travailleurs Chrétiens (LNTC) van Charleroi, de Franstalige tegenhanger van de christelijke arbeidersbeweging ACW. Bodart werd de secretaris van deze afdeling en was in 1925 een van de grondleggers van La Vie nouvelle, het magazine van de Ligue Nationale des Travailleurs Chrétiens van Charleroi en vanaf 1931 het orgaan van de provinciale afdeling van de LTC in Henegouwen. Van 1926 tot 1932 en van 1936 tot 1939 was Bodart gemeenteraadslid van Marchienne-au-Pont.
Hij werd binnen de Katholieke Unie een van de voorvechters van de politieke erkenning van de christelijke arbeidersbeweging. Dit bracht heel wat strijd tot stand binnen de katholieke federatie van het arrondissement Charleroi, waar de conservatieve strekking de plak zwaaide en de christelijke arbeidersbeweging geen verkiesbare plaatsen op kieslijsten wilde geven. Onder druk van verschillende prominenten in de partij wees de katholieke federatie van Charleroi bij de verkiezingen van mei 1929 de tweede plaats op de lijst toe aan de christelijke arbeidersbeweging, die aan Bodart werd toegewezen. Hij raakte verkozen in de Kamer en werd bij de verkiezingen van november 1932 herkozen.
Tijdens zijn tweede ambtsperiode als Kamerlid bestreed Bodart de deflatiepolitiek van de katholiek-liberale regering-De Broqueville IV en stond hij afkerig tegenover de bijzondere machten die deze regering had gekregen om de economische crisis te bestrijden. Ook vond dat hij de regering de sociale zekerheid niet genoeg beschermde. Hij probeerde de christelijke arbeidersbeweging ervan te overtuigen om het vertrouwen in de regering op te zeggen, maar bij een stemming hierover op het congres van de LNTC op 16 juli 1933 werd het vertrouwen in de regering bevestigd. Vervolgens diende Bodart uit protest zijn ontslag in als volksvertegenwoordiger. Het jaar nadien, in 1934, werd hij lid van het hoofdbestuur van de 'Katholieke Unie van België' als afgevaardigde van het 'Christen Werkersverbond'.
In 1936 was Bodart, een verbeten tegenstander van de fascistische partij Rex, het doelwit van de campagne die Rex-leider Léon Degrelle opzette tegen katholieke personaliteiten die zich al dan niet schuldig hadden gemaakt aan laakbare financiële praktijken. Bodart werd ervan beschuldigd dat hij als bestuurder van de Banque du Nord zwaar gespeculeerd zou hebben op malafide investeringen, waardoor de bank in de problemen kwam. Bodart klaagde Degrelle aan voor laster en eerroof en op 17 juni 1936 oordeelde de correctionele rechtbank dat Degrelle misleidende informatie had verspreid en geen concrete bewijzen had aangeleverd om zijn beschuldigingen te staven. Als gevolg werd Degrelle veroordeeld tot een boete en moest hij opdraaien voor de gerechtskosten.
In aanloop naar de parlementsverkiezingen van 24 mei 1936 liepen de spanningen tussen conservatieven en christendemocraten in de katholieke federatie van Charleroi zodanig op dat de christendemocratische katholieken een dissidente lijst indienden, aangevoerd door Bodart. De lijst haalde een zetel en Bodart werd opnieuw lid van de Kamer, ditmaal tot in 1939. 
In januari 1937 lanceerde de LNTC een nieuwe krant La Cité nouvelle, waarvan hij politiek directeur werd. Zes maanden later moest hij deze functie tijdelijk neerleggen, nadat hij getroffen werd door een zware zenuwinzinking en rust moest nemen. Naar het oordeel van zijn vrienden zou hij hiervan nooit helemaal herstellen en beschikte hij na zijn zenuwinzinking niet meer over een evenwichtig oordeelsvermogen. Begin 1938 hernam hij zijn werk bij La Cité nouvelle en schreef hij heftige artikels tegen de Vlamingen die volgens Bodart de Walen achterstelden in de administraties en tegen het onevenwicht tussen Vlamingen en Walen binnen de christelijke arbeidersbeweging, terwijl hij voorheen de eenheid tussen Vlamingen en Walen binnen de christelijke arbeidersbeweging propageerde. Zijn artikels werden gecensureerd en daarop besliste hij een eigen blad op te richten, La Justice Sociale. De artikels die hij er in schreef lokten een breuk uit met de leiding van de christelijke arbeidersbeweging en hij werd uitgesloten uit de ACW-middenraad. Bij de verkiezingen van 1939 kreeg hij geen plaats meer op de katholieke lijst in Charleroi.
Na de Tweede Wereldoorlog hoopte hij op een nieuw begin. Hij behoorde in juli 1945 tot de stichters van de links-christelijke politieke partij Union Démocratique Belge (UDB) en werd lid van het voorlopig bestuur van de partij in Henegouwen. Bij de verkiezingen van februari 1946 was hij lijstduwer van de Kamerlijst van de UDB in het arrondissement Charleroi, maar die werden een fiasco voor de partij, die kort nadien werd ontbonden. 
Na deze episode trok hij zich volledig terug uit het politieke en maatschappelijke leven. Bodart deemsterde weg en beleefde een zorgelijke oude dag. Hij overleed in december 1964  op 69-jarige leeftijd.

## Publicaties
- Le programme communiste, Luik, 1929.
- La reforme fiscale, in: La Revue belge, 01/02/1930.
- Le monopole des assurances par l'Etat, in: La Terre Wallonne, 11/1932.
- La folle et criminelle aventure, in: Ce que nous pensons de Rex, Marchienne-au-Pont, 1936.